# Майский Дворец (ДК БМЗ)
Майский Дворец (также известный под названиями ДК БМЗ, Дворец культуры БМЗ, Майский дворец в Бежице) — заложенный в 1927 году бывший дворец культуры машиностроительного завода в Брянске, памятник архитектуры и культуры регионального значения. Располагается на не административной Майской площади, территория дворца с Майским парком простирается вдоль улицы Майской Стачки в Бежицком районе. города Брянск. Дворец, парк, площадь и улица были посвящены жертвам обороны рабочих Бежицы в мае 1916 года, прозванной "Майской стачкой". После начала проведения процесса очищения от культа личности Сталина появились упоминания о строительстве дворца в честь личности Владимира Ульянова.
Майский Дворец был заложен в юго-западной части бывшего сада Вольнопожарного общества от 1898 года, вдоль улицы Парковой. В 1920-х годах сад превращается в парк и получает наименование "Майский", а улица Парковая становится улицей Майской Стачки. Оба названия были получены в честь двух событий, от восстания рабочих в Санкт-Петербурге мая 1901 года, и от забастовки рабочих на Брянском заводе в мае 1916 года. Оба события получили название "Майская стачка". Дворец культуры в Бежице перенял наименование от близлежащих объектов и стал вместе с примыкающей площадью именоваться "Майским".
В настоящее время здание известно как концертный зал "ДК БМЗ".
Основной доход Майского Дворца обеспечивают арендаторские площади и гастролирующие труппы, выступающие в главном концертном зале дворца.

## История

### Зарождение Дворца 1917-1929 гг.
Зарождение дворца началось задолго до закладки первого камня. После переворота 1917 года в 1920-е годы шла речь об организации зрелищных и досуговых пространств для пролетариата. В разных регионах на основе декретов Российской Республики о готовящимся рассуждении межевания губерний.
- "по которому каждая столица новообразованного региона должна была получить культурно массовое пространство для проведения внутри городских и межрегиональных мероприятий."
Опираясь на это удалось воплотить в жизнь один из дореволюционных проектов в Брянске - театра для труппы братьев Кириковых. Позже за проект взялся архитектор Александр Гринберг доработавший и построивший здание Брянского Драмтеатра в 1926 году.
В 1927 году архитектор-художник Гринберг выступил экспертом проекта будущего Майского Дворца.
1 мая 1927 года был заложен первый камень в основание дворца. А 11 июня 1927 года на заседании по вопросам рассмотрения проекта дворца архитектор Александр Зиновьевич Гринберг, Брянские архитекторы - Фёдор Романович Амлонг и Виктор Константинович Филиппов вместе с представителями комитетов Брянской губернии, приняли окончательный проект дворца.

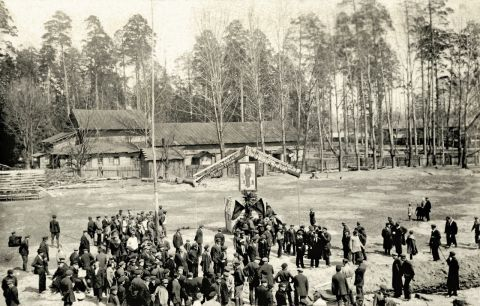
Закладка первого камня Майского Дворца в Бежице, 1 мая 1927 года

Принятый проект здания был выполнен архитектором-конструктивистом в проектной мастерской № 2 Моссовета при Алексее Щусеве - Леонидом Ивановичем Савельевым. После этого проекта он стал соавтором проекта здания гостиницы "Москва" и автором станции метро "Охотный Ряд" в Москве.
Старшим производителем работ при строительстве дворца стал архитектор-художник Виктор Константинович Филиппов.
Руководителем строительства и организацией инженерных коммуникаций в здании стал художник-архитектор и инженер Петербургской академии художеств Шилянский Максим Германович.
Председателем строительного комитета дворца стал А. Ф. Чернышев.
20 января 1929 года Майский Дворец был введён в эксплуатацию. Вместе с введением в эксплуатацию был включён в ведомство Брянского завода, который в 1923 году стал именоваться - завод "Красный Профинтерн", а соответственно дворец получил название - Дворец Культуры завода "Красный Профинтерн". В народе же чаще называли Майский Дворец, как - Дворец Культуры в Бежице или просто Бежицким Дворцом.

#### Эксплуатация дворца в XX веке (1929-1994 гг.)
7 ноября 1931 года перед дворцом собрали митинг к 14-й годовщине октября. На нём, по распоряжению правительства, оповестили собравшихся рабочих о взыскании процента с заработной платы для организации пространства Майской площади, а именно установке на ней памятника Ленину. Сама фигура была установлена 18 июня 1937 года.
В октябре 1941 года, после начавшейся оккупации Брянской области, Майский Дворец стал резиденцией вермахта на территории города Бежицы. Здесь также проходили мероприятия для солдат оккупационной администрации.
17 сентября 1943 года задние дворца было взорвано немецкими войсками при отступлении из Брянска. В результате взрыва сохранились внешние несущие стены.
25 августа 1944 года был издан приказ начальника управления по делам искусств о создании в Брянске Дома народного творчества. Позже он расквартировывается в Майском Дворце.
20 сентября 1944 года вновь дворец принимал митинг, но теперь уже по случаю годовщины освобождения города Брянска и окрестностей от оккупации.

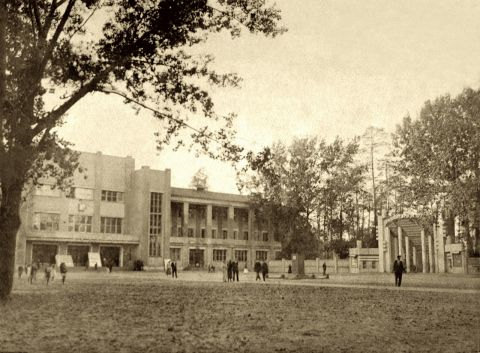
Вид на Дворец с Майской площади в 1935 году

С 1947 по 1950 год была проведена реконструкция Майского Дворца по проекту архитектора архитектурно-планировочной мастерской № 6 Моспроекта при Николае Джемсовиче Колли - А. Н. Фёдоровым. Для которого ДК завода Красный Профинтерн стал последним проектом. Здание же под его руководством обзавелось небольшими неоклассическими элементами, такими как например портик с коринфским ордером. Полное функционирование Майского дворца культуры удалось восстановить лишь к 1953 году.
В 1956 году Бежица входит в состав города Брянска на правах отдельного района и становится Бежицким районом. В городе происходит ряд событий с переменой топонимов и названий, в результате чего завод "Красный Профинтерн" получает название Брянский Машиностроительный Завод(БМЗ). Дворец, соответственно, меняет название на Дворец Культуры Брянского Машиностроительного Завода или сокращённо ДК БМЗ.
С 1955 года по 1965 год была проведена реконструкция паркового хозяйства — появились механические аттракционы и фонтаны. В соответствии с оформлением дворца, парковая архитектура воспроизводила классический стиль: аллеи оформили скульптуры, памятники, а фонтаны получили образы, вдохновлённые Петергофскими фонтанами.
29 мая 1966 года в Дворце Культуры БМЗ выступал первый в мире пилот-космонавт Юрий Алексеевич Гагарин.

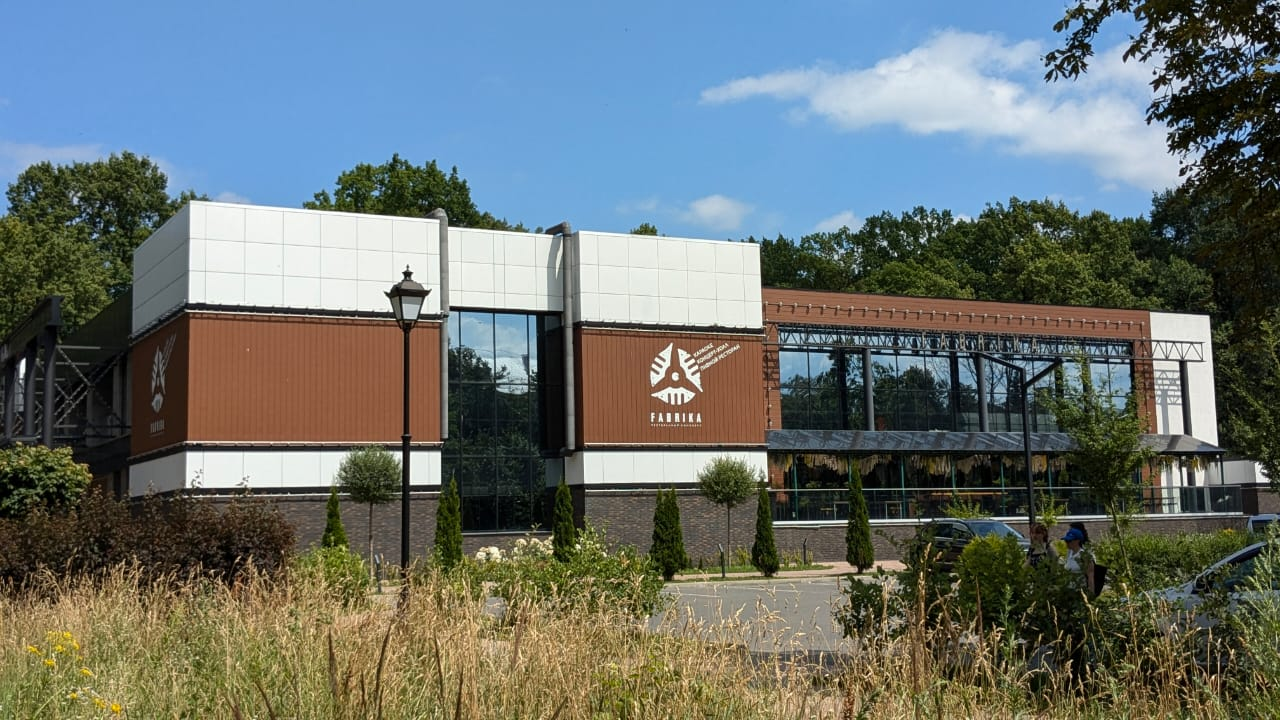
Концертная площадка FABRIKA в Брянске

В 1972 году дворец получает временное название - "Дворец Культуры имени 50-летия СССР". 29 декабря того же года ДК БМЗ вручают Орден Трудового Красного Знамени.
К 1982 году у ДК БМЗ появляется филиал - Дворец "Юность". Сегодня это современная концертная площадка, ресторан и бар в Брянске, называющаяся - FABRIKA.
В то время во Дворце разместились различные студии и кружки, а также Музей АО БМЗ. В 1985 году академическому хору Дворца присвоено звание Народного.

##### Новая Россия
28 марта 1994 года Майский Дворец был зарегистрирован, как отдельная компания - Учреждение "ДК БМЗ".
6 сентября 2002 года компания получает свой номер основной государственный регистрационный номер. Но уже 30 июня 2005 года руководитель дворца, Морозов Геннадий Николаевич ликвидирует учреждение "ДК БМЗ". Здание Дворца продолжает функционировать.
В 2016 году появляется идея восстановить Дворец, и концу 2018 года начинаются реставрационные работы. Всего на ремонт здания областная казна выделила 223 миллионов рублей. Несмотря на капитальный ремонт здания и ликвидацию учреждения ДК БМЗ, при ремонте на портике было сохранено название "Дворец Культуры БМЗ".
4 февраля 2020 года состоялось открытие отреставрированного Майского Дворца посетила Валентина Матвиенко. Она оценила и архитектуру и внутреннее оформление здания, и зрительного зала.
25 марта 2023 года Дворец принял Международный Фестиваль студенческого творчества «Шумный балаган+».

## Архитектура
Майский Дворец Леонида Савльева и Александра Гринберга (1927)
20 января 1929 года было закончено величественное здание архитектора Савельева. Дворец по его замыслу был выполнен в стиле конструктивизма с широким подъездом и массивными дверями. Здание в плане имеет Г-образную форму. В интерьере Дворца находился:
- светлым вестибюль,
- зрительный зал на 1200 мест,
- лекционный зал
- две библиотеки,

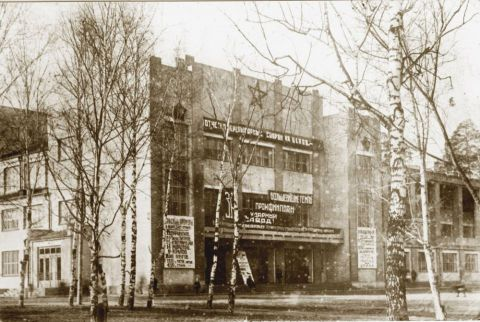
Дворец культуры постройки 1927-1929гг.

- многочисленными комнатами для кружков
- комната коллектива художественной самодеятельности.

Майский Дворец мог вместить одновременно более 7 тыс. человек.
Отделка помещений отличалась, фойе каждого этажа имело свой колер. Все отделочные материалы — от дубового паркета до высокосортного листового, богемского стекла для окон было изготовлено в предместных предприятиях Брянска.
Здание дворца оснащалось новейшим на тот момент оборудованием, например, применялись американские вентиляционные решетки.
Системы инженерного обеспечения дворца (водопровод, в т. ч. противопожарный и канализация) проектировала техническая контора по спецработам Мосстроя. Известна переписка руководства конторы с М.Г. Шилянским по техническим вопросам.
Системы обеспечения отоплением и вентиляцией разрабатывало отделение строительно-монтажного бюро Ленинградского отделения теплотехнического института, причём, некачественно, пришлось делать перерасчёт.

#### Майский Дворец А. Н. Фёдорова (1947)
17 сентября 1943 года солдаты вермахта при отступлении взорвали первоначальное здание, в результате чего сохранились лишь стены.
К 1946 году встал вопрос восстановления и в результате реконструкции здания 1947-1950 годов, архитектором А. Н. Фёдоровым. Восстановленный Майский Дворец получил новые архитектурные элементы в лице портика с колоннами в коринфском ордере на фасаде со стороны Майской площади.
Стилобат и база колонн обзавелись коричневым колером, ствол стал белым, а капители стали позолоченными. Также здание получило в облике шпили-акротерии с ротондным основанием в задней части главной кровли. Фасады получили болотно-зелёную окраску со вставками из белил. Общий вид дворца стал напоминать неоклассический архитектурный стиль. Хотя фасад также и сохранил элементы конструктивизма.
В 1956 году пришло последнее дополнение фасада. В результате присоединения города Бежица к Брянску и появления в нём Бежицкого района. Майский Дворец, имевший название "Дворец Культуры завода Красный Профинтерн", получает название "Дворцом Культуры Брянского Машиностроительного Завода" или ДК БМЗ, позже становясь "Дворец культуры имени 50-летия СССР". Примерно в то же время появляются над портиком главного входа буквы "Дворец Культуры БМЗ".
С 1955 по 1965 год также был обновлён при дворцовый Майский парк, который обзавёлся формами, перекликающимися с новым оформлением дворца.

В интерьере при реконструкции была обновлена сцена, она получила механизм вращения.

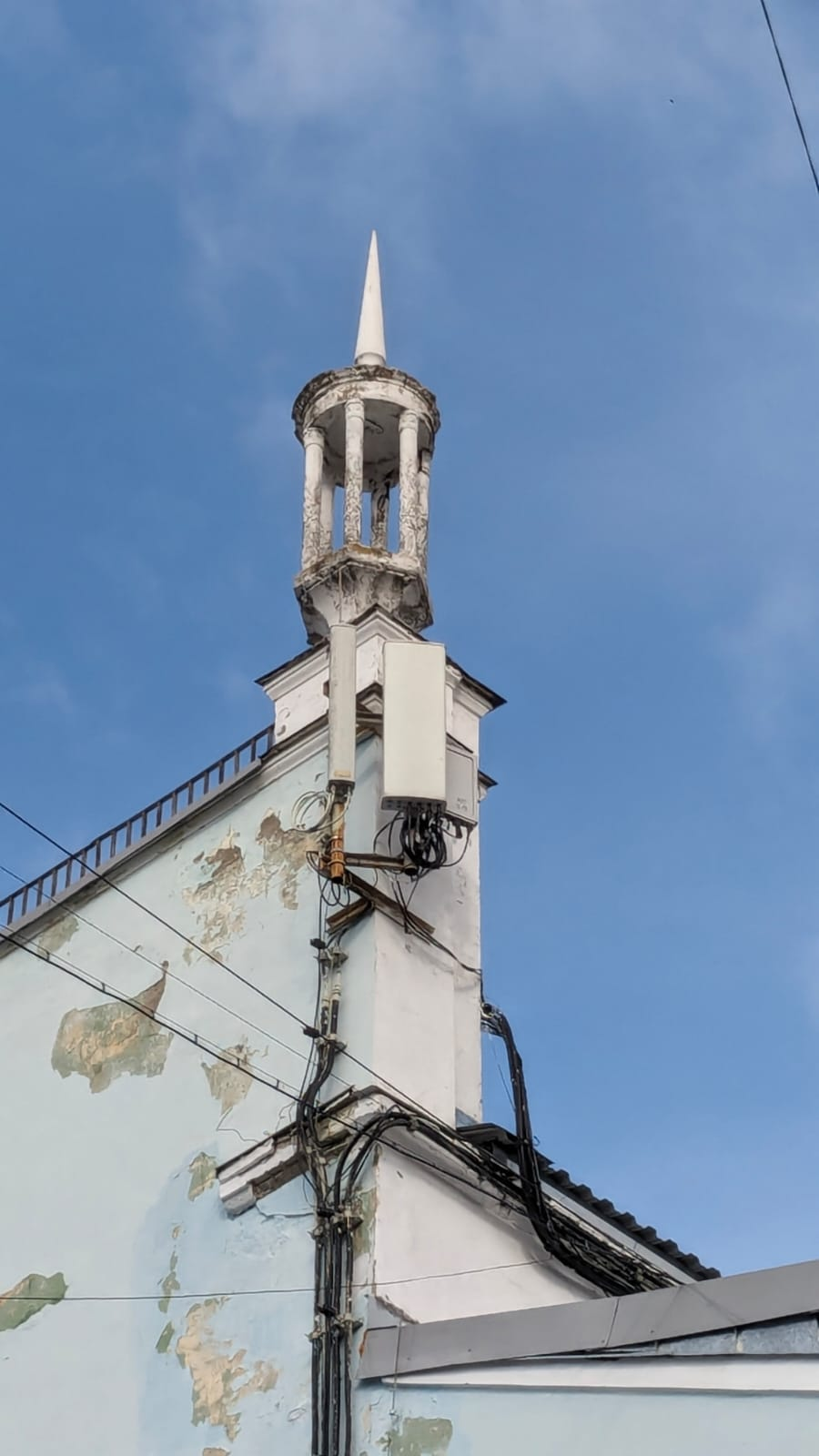
Шпиль акротерия на кровле Дворца
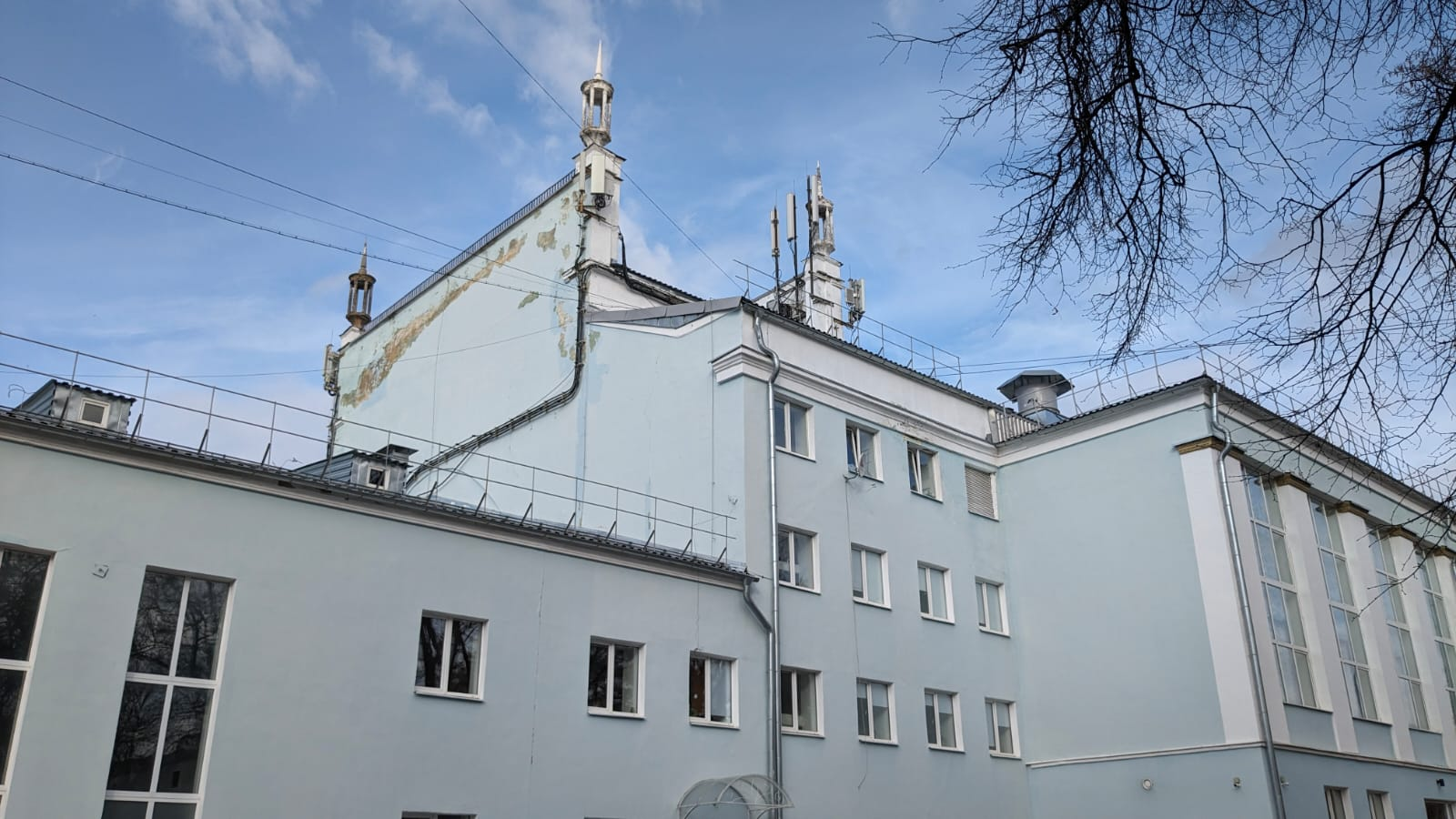
Брандмауэр западного фасада
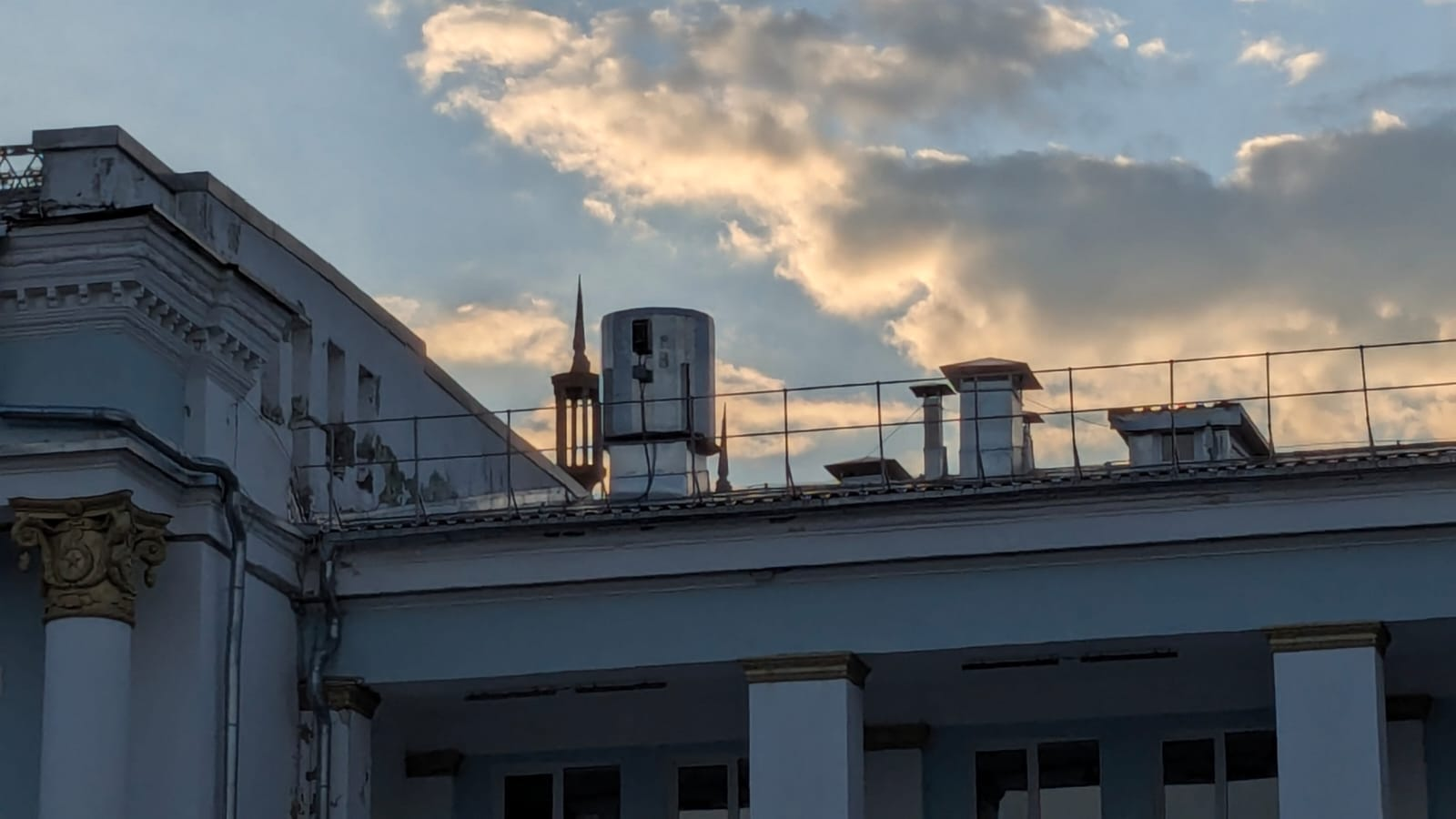
Фрагменты кровли, колонны и лопаток

##### Майский Дворец В. В. Сидорова (2018)
В 2016 году Александр Богомаз пожелал сделать зрительный зал Дворца культуры БМЗ одним из лучших на Брянщине. Капитальный ремонт дворца был начат в 2018 году, а окончен в начале 2020 года. В основном капитальный ремонт коснулся концертного зала и закупки оборудования, кресел зрительного зала, светового и звукового оборудования. Внешний вид изменился лишь в обновлении отделки.
Целью проекта стало сохранение старого облика с добавлением возможностей современных концертных площадок. Для оформления зрительного зала был приглашён дизайнер, который изучил историческое прошлое здания, а также пожелания творческих коллективов, исполнителей, гастролирующих звезд, а также жителей города и области.
Концертный зал стал соответствовать всем требованиям безопасности, комфорта и оснащён самым современным световым и звуковым оборудованием, из-за чего вместимость зрительного зала Дворца Культуры БМЗ стала превышать 800 зрителей. Дворец обладает уникальными акустическими свойствами, которые во многом превосходят другие известные площадки.
В процессе разработки интерьерного решения главная задача была в максимальном сохранении элементов декоративно-художественной отделки, поэтому дизайн здания Дворца не перетерпел больших изменений. Обновлению фасада подверглось цветовое оформление, из-за чего теперь здание имеет светло-бирюзовый оттенок.
Несмотря на капитальный ремонт здания и ликвидацию учреждения ДК БМЗ, при ремонте на портике было сохранено название "Дворец Культуры БМЗ".

## Наименования
Майский Дворец был заложен в юго-западной части бывшего сада Вольнопожарного общества от 1898 года, вдоль улицы Парковой. В 1920-х годах сад превращается в парк и получает наименование "Майский", а улица Парковая становится улицей Майской Стачки. Оба названия были получены в честь двух событий, от восстания рабочих в Санкт-Петербурге мая 1901 года, и в большей степени от забастовки рабочих на Брянском заводе в мае 1916 года. Оба события получили название "Майская стачка". Дворец культуры в Бежице перенял наименование от близлежащих объектов и стал вместе с примыкающей площадью именоваться "Майским". Позже Дворец был известен под названиями:
- Майский Дворец Культуры в Бежице
- Дворец Культуры завода "Красный Профинтерн"
- Дворец Культуры имени Ленина
- Бежицкий Дворец Культуры
- Дворец Культуры Ильича
- Дворец Культуры Брянского Машиностроительного Завода
- Дворец Культуры имени 50-летия СССР
- Дворец Культуры БМЗ
- Концертный зал ДК БМЗ
- ДК БМЗ
- Майский Дворец

## Труппа и организации
На момент декабря 2024 года в Майском дворце находятся такие организации, как:
- Концертный зал ДК БМЗ
- Билетный оператор «Роскасса.рф»
- Центр развития ребёнка «Клевер»
- Школа танцев и творческий коллектив «Фантазия»
- Областной методический центр «Народное творчество» (1944)
- Кофейня-ресторан «Щебетун»
- Станция зарядки телефонов и аренды зарядных устройств «Бери заряд!»

## Награды и мемориалы
- Орден Трудового Красного Знамени Машиностроительного завода имени 50-летия СССР
- Мемориальная доска Юрию Алексеевичу Гагарину